# Megalepthyphantes bkheitae
Megalepthyphantes bkheitae är en spindelart som först beskrevs av Robert Bosmans och Bouragba 1992.  Megalepthyphantes bkheitae ingår i släktet Megalepthyphantes och familjen täckvävarspindlar.
Artens utbredningsområde är Algeriet. Inga underarter finns listade i Catalogue of Life.